# Friesea steineri
Friesea steineri is een springstaartensoort uit de familie van de Neanuridae. De wetenschappelijke naam van de soort is voor het eerst geldig gepubliceerd in 1975 door Simon.